# Imbi Paju

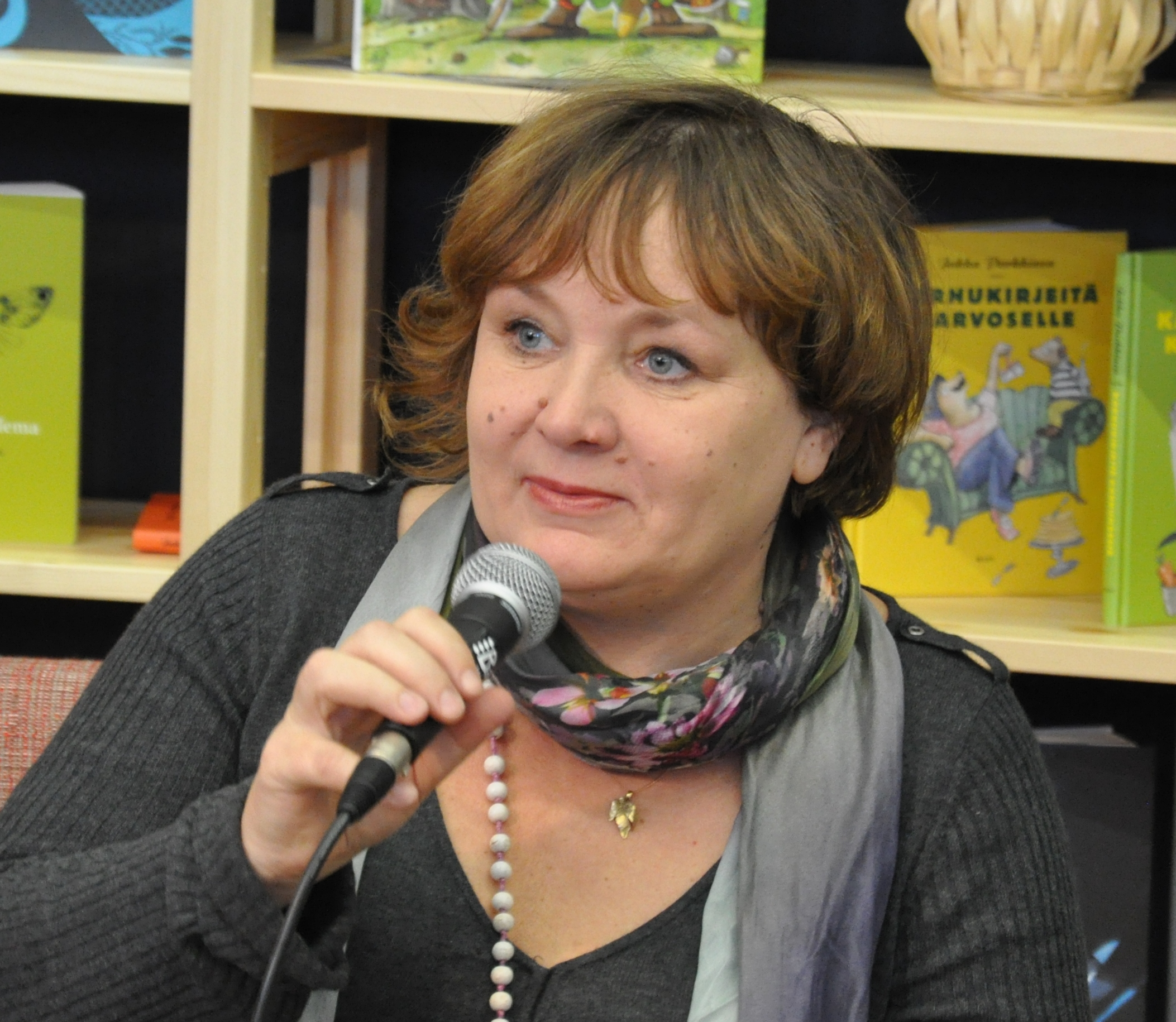
Imbi Paju (2009)

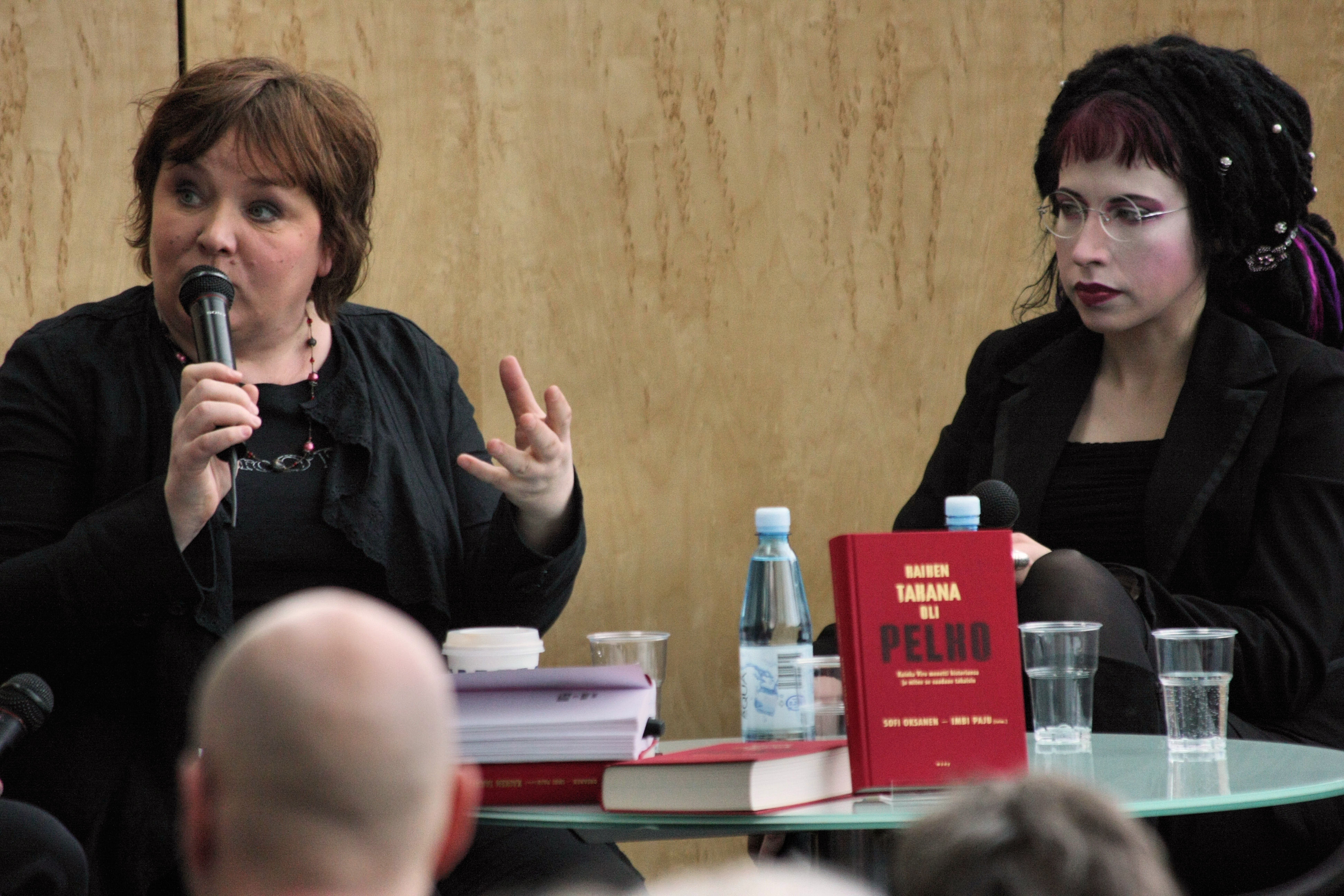
Imbi Paju (links) mit der finnisch-estnischen Schriftstellerin Sofi Oksanen (2009)

Imbi Paju (* 3. Juni 1959 Võtikvere, heute Landgemeinde Torma, Kreis Jõgeva, Estland) ist eine estnische Autorin, Journalistin und Filmregisseurin.

## Leben
Imbi Paju studierte künstlerische Fächer in Viljandi und Tartu. Während der sowjetischen Besetzung Estlands war Imbi Paju als Chorsolistin am Theater Vanemuine im südestnischen Tartu beschäftigt. Nach Wiedererlangung der Unabhängigkeit Anfang der 1990er Jahre arbeitete sie als Korrespondentin für die estnischen Tageszeitungen Eesti Päevaleht und Postimees in Finnland. Von 1990 bis 1995 studierte sie Politikwissenschaft an der Universität Helsinki. Sie besuchte außerdem Regie- und Kamerakurse.

## Werk
2006 veröffentlichte Paju auf Finnisch ihr Buch Torjutut muistot - „Verleugnete Erinnerungen“ - (estnisch Tõrjutud mälestused, 2007; schwedisch Förträngda minnen, 2007; englisch Memories Denied, 2009; russisch Отвергнутые воспоминания, 2010; deutsch: Estland! Wo bist Du?, 2014, ISBN 978-3-9451270-1-8). Es setzt sich mit der Geschichte ihrer Familie während des stalinistischen Terrors und der Sowjetzeit in Estland auseinander. Unter den vielen unschuldig in sibirische Arbeitslager deportierten Esten war auch Imbi Pajus Mutter. Unter dem Titel Memories Denied hatte Paju bereits einen Dokumentenfilm zu diesem Thema gedreht, der am 1. November 2005 Premiere feierte.
Im März 2009 folgte gemeinsam mit der finnisch-estnischen Schriftstellerin Sofi Oksanen Imbi Pajus Artikelsammlung Kaiken takana oli pelko  („Hinter allem stand Angst“). Der Band erschien 2010 unter dem Titel Kõige taga oli hirm auf Estnisch. Mit der Anthologie erinnern die Schriftstellerinnen an die stalinistischen Deportationen während der sowjetischen Besetzung Estlands. Beide wollen damit einen Beitrag leisten, die Verbrechen des Kommunismus wieder stärker ins Rampenlicht zu rücken, die durch die intensive Auseinandersetzung mit dem Nationalsozialismus weniger im Bewusstsein der (west-)europäischen Öffentlichkeit stehen.
Im November 2009 stellte Paju ihren Dokumentarfilm Soome lahe õed („Schwestern vom Finnischen Meerbusen“) vor. Der 59-minütige Film beschäftigt sich mit der Zusammenarbeit der estnischen und finnischen paramilitärischen Hilfsorganisationen für Frauen, Naiskodukaitse und Lotta Svärd, in der Zwischenkriegszeit. Beide Organisationen unterhielten in den 1920er und 1930er Jahren eine enge Zusammenarbeit, die durch die sowjetischen Besetzung Estlands im Sommer 1940 unterbrochen wurde. Der Film soll die Erinnerung an die einfachen Menschen in Finnland und Estland wachhalten, die durch den Hitler-Stalin-Pakt in den Mahlstrom der Geschichte geraten sind. Den Russen sei auch danach beigebracht worden, dass der Krieg heilig sei und der Mensch nichts wert, so Paju.